# Guarda (stad in Portugal)
Guarda is een stad en gemeente in het Portugese district Guarda. De gemeente heeft een totale oppervlakte van 729 km² en telde 43.822 inwoners in 2001.
De stad ligt op 1056 m hoogte en is daarmee de hoogste stad van Portugal. De stad is ontstaan in 1199.

## Bezienswaardigheden
Bezienswaardig zijn het kasteel van Guarda en de 14e-eeuwse kathedraal van Guarda (Sé).

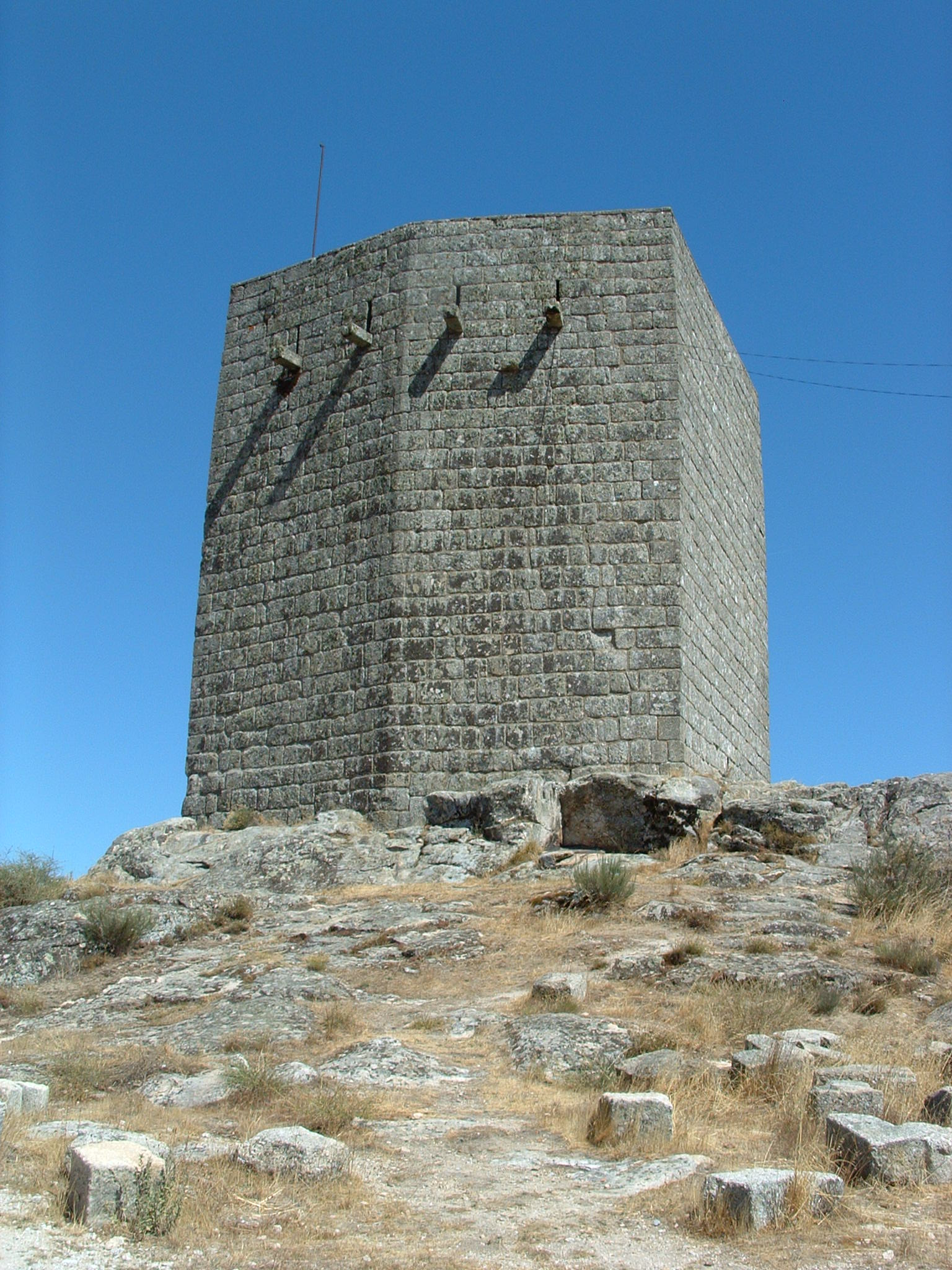
Kasteel Castelo da Guarda
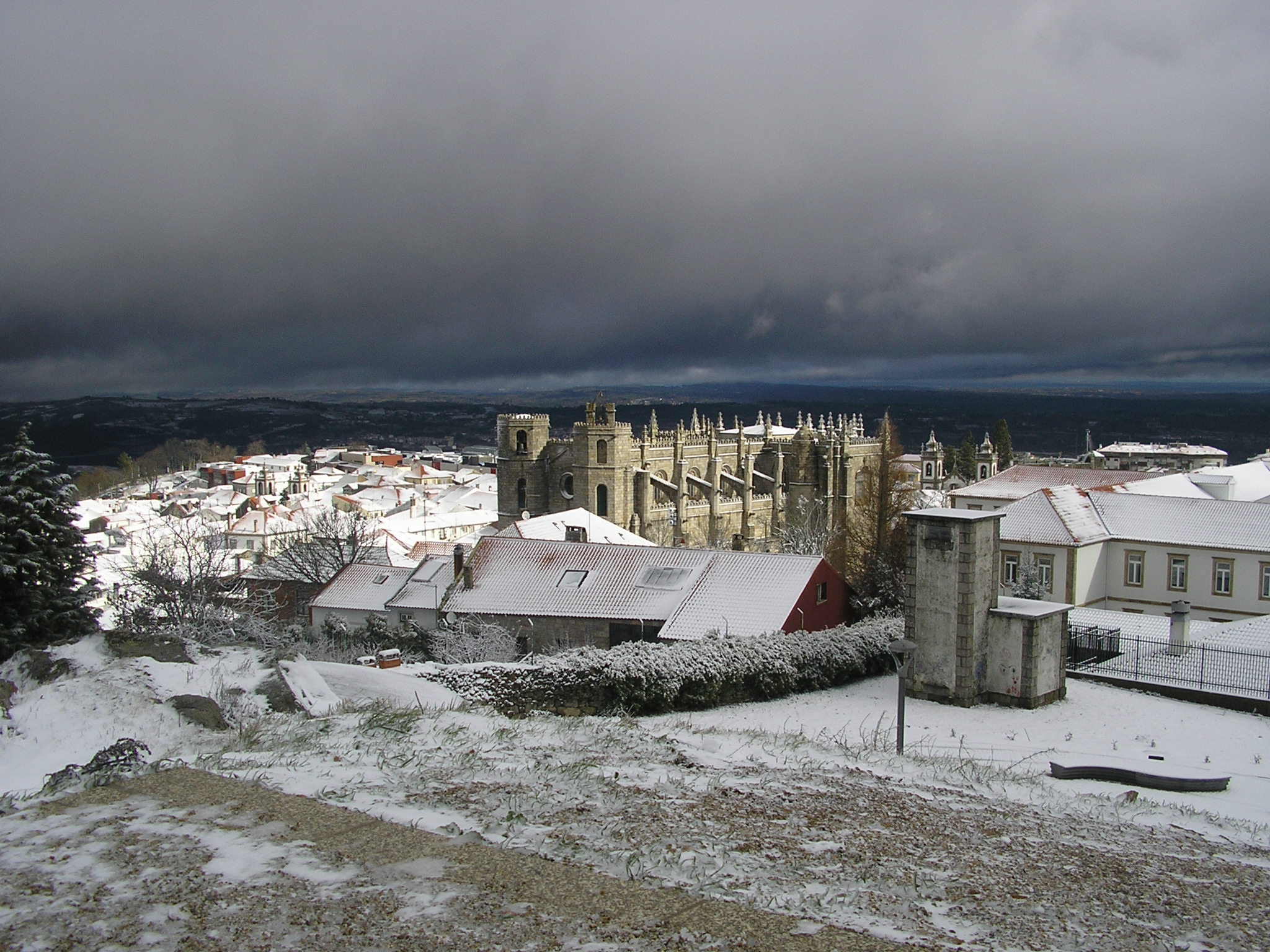
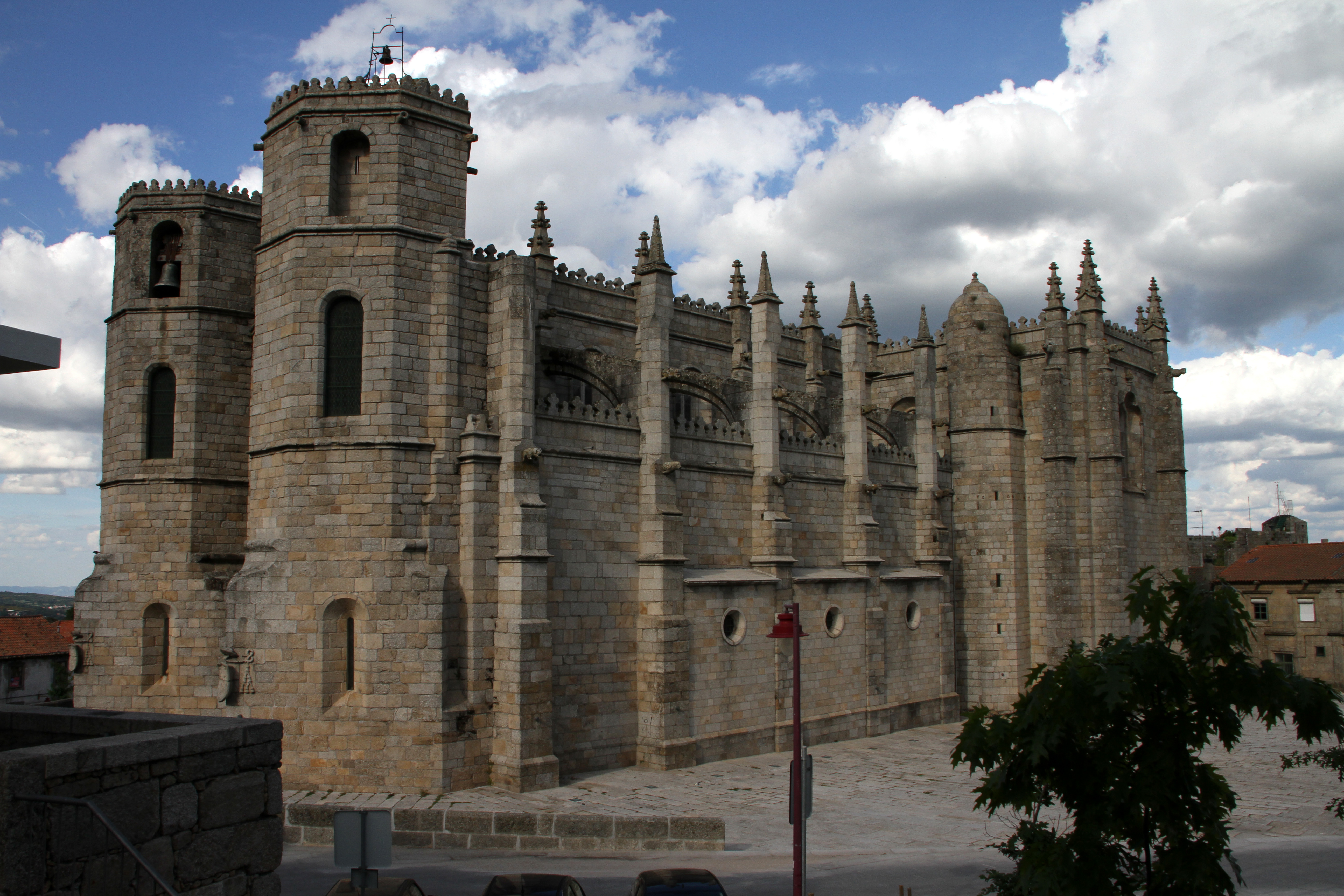
Kathedraal Sé in Guarda

## Plaatsen in de gemeente
| - Adão (Guarda) - Albardo - Aldeia do Bispo (Guarda) - Aldeia Viçosa - Alvendre - Arrifana (Guarda) - Avelãs da Ribeira - Avelãs de Ambom - Benespera - Carvalhal Meão - Casal de Cinza - Castanheira (Guarda) - Cavadoude - Codesseiro - Corujeira - Faia (Guarda) - Famalicão (Guarda) - Fernão Joanes - Gagos (Guarda) - Gonçalo - Gonçalo Bocas - João Antão - Maçainhas (Guarda), anteriormente Maçainhas de Baixo - Marmeleiro (Guarda) - Meios - Mizarela - Monte Margarida - Panóias de Cima | - Pega - Pêra do Moço - Pêro Soares - Porto da Carne - Pousade (Guarda) - Ramela - Ribeira dos Carinhos - Rocamondo - Rochoso - Santana da Azinha - São Miguel da Guarda - São Miguel de Jarmelo - São Pedro de Jarmelo - São Vicente (Guarda) - Sé - Seixo Amarelo - Sobral da Serra - Trinta (Guarda) - Vale de Estrela - Valhelhas - Vela (Guarda) - Videmonte - Vila Cortês do Mondego - Vila Fernando (Guarda) - Vila Franca do Deão - Vila Garcia (Guarda) - Vila Soeiro |

Plaatsen in de gemeente Guarda